# سود (روستا)
 سود  به عربی ( السود )، روستایی است در دهستان المقاطر از توابع استان شبوه در کشور یمن در شبه جزیره عربستان.

## جمعیت
جمعیت آن ( ۶۶ ) نفر ( ۵ خانوار) می‌باشد.